# Stephan von Sarter

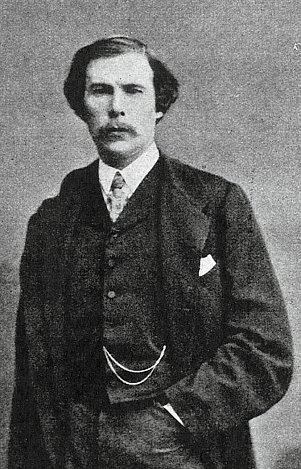
Stephan von Sarter, um 1858

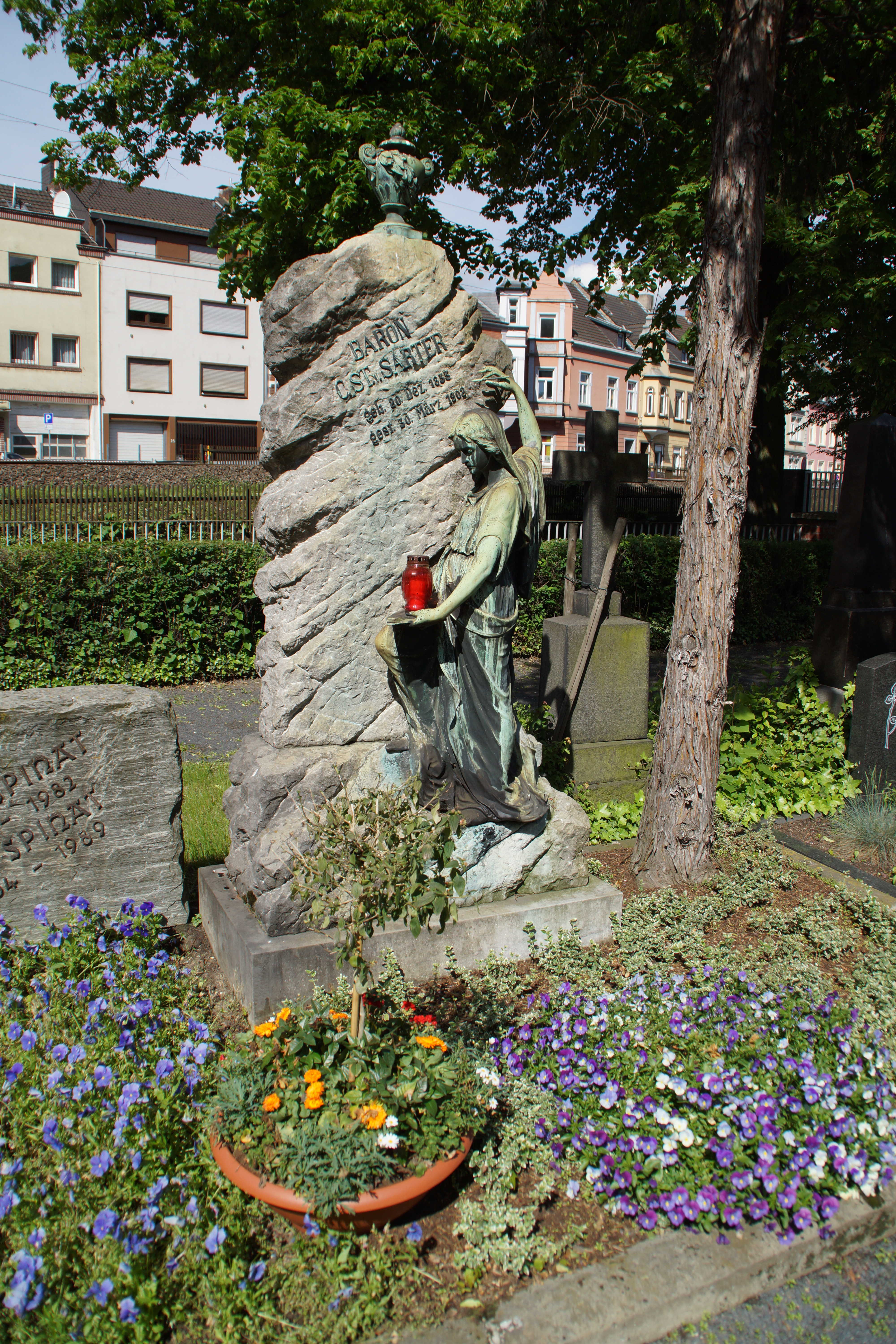
Grab auf dem Friedhof Am Palastweiher

Freiherr Cornelius Stephan von Sarter (* 20. Dezember 1833 in Bonn; † 30. März 1902 in Paris) war ein deutsch-französischer Finanzfachmann, Börsen- und Unternehmensanalyst sowie Anleger, der als Erbauer des Schlosses Drachenburg bekannt wurde.

## Leben
Cornelius Stephan von Sarter wurde als Sohn des Bonner Gastwirtes Johann Gottfried Sarter (1788–1862) und seiner Ehefrau Caroline (1802–1880) geboren. Als der Vater 1834 nach einem Streit mit einem zahlungssäumigen Studenten das Gasthaus „Zum Helm“, das bei einem Trinkgelage von Studenten zerstört worden war, aufgeben musste, zog die Familie zu Verwandten nach Köln. Stephan Sarter verließ 1849 das Friedrich-Wilhelm-Gymnasium in Köln mit der Mittleren Reife und machte danach eine Ausbildung beim Kölner Bankhaus Leopold Seligmann. 1856 wechselte er zum Bankhaus Salomon Oppenheim, die ihn bald zu ihrer Filiale in Paris versetzte.
Zunächst als Analyst für die Bewertung von Anleihen und Aktiengesellschaften tätig, machte er sich ab 1862 selbständig und brachte es mit Spekulationsgeschäften, wie z. B. mit Aktien der Sueskanal-Gesellschaft, deren Gründer, Ferdinand de Lesseps, zu seinen Geschäftsfreunden zählte, zu großem Reichtum. In eigenen Broschüren und einem eigenen Börsenblatt veröffentlichte er seine Einschätzungen des Kapitalmarkts.
Mit Hilfe einer Spende von 40.000 Mark wurde Stephan Sarter am 22. Mai 1881 durch Herzog Georg II. von Sachsen-Meiningen-Hildburghausen in den Freiherrenstand erhoben. Der damalige deutsche Botschafter in Paris, Chlodwig zu Hohenlohe-Schillingsfürst, stellte ihm ein zugewandtes Gutachten aus, wahrscheinlich beeinflusst durch Sarters Mitgliedschaft im Deutschen Hilfsverein. Der Stadt Meiningen ließ er weitere 25.000 Mark für ein Armenhaus zukommen, das den Namen Sarter-Stift trägt. Als Freiherren-Wappen wählte er eine Waage, getreu seinem Motto: Wäge und wage!
Als er durch die Erhebung in den Adelsstand zur gehobenen Gesellschaft gehörte, ließ Sarter von 1881 bis 1884 für insgesamt 1,7 Mio. Mark das Schloss Drachenburg erbauen. Für den Bau einer standesgemäßen Villa wählte Sarter nicht seine Wahlheimat Paris, sondern den vielbesuchten Drachenfels in Sichtweite seiner Geburtsstadt. Mit dem Bau von Schloss Drachenburg schuf Sarter eine sehr selbstbewusste und weithin sichtbare Demonstration seines Ansehens und Reichtums. Sarter baute das Schloss, um es mit einer Jugendliebe zu beziehen. Bei der Fertigstellung war jene Geliebte bereits verstorben, weswegen er das Schloss nie bezog. Vielmehr lebte er bis zu seinem Tod in Paris und nahm 1890 auch die französische Staatsbürgerschaft an. Schloss Drachenburg nutzte er lediglich, um dort prominente Gäste zu empfangen.
Von Sarter starb in seiner Pariser Mietwohnung um Ostern 1902 an einer Lungenentzündung. Auf seinem französischen Leichenschein steht Cornelius Etienne Sarter, der deutsche Adelstitel war in Frankreich nicht offiziell anerkannt worden. Erst ein Jahr später wurde er nach Deutschland überführt. Sein Grab befindet sich unterhalb der Drachenburg auf dem Friedhof Am Palastweiher in Königswinter.